# Анхель Барахас
Анхель Барахас (ісп. Ángel Barajas, 12 серпня 2006, Кукута, Колумбія) — колумбійський гімнаст. Перший в історії Колумбії призер Олімпійських ігор в спортивній гімнастиці. Чемпіон та призер юніорського чемпіонату світу.

## Біографія
Народився в родині Анжеліки Марії Вівас та Вілсона Барахаса, має двох старших братів - Джейсона Андреса та Юрі. Коли було 7 років, батько залишив родину, з того часу мешкають в будинку бабусі Нубії. Щоб оплатити тренування в секції гімнастики брати працювали з 13 років.

## Спортивна кар'єра
Спортивною гімнастикою займається з п'яти років. У віці 8 років намагався кинути гімнастику, тому що в секції були виключно дівчата, однак після відвідин регіональних змагань, де побачив високий рівень однолітків, отримав мотивацію вдосконалюватися та вивчати нові елементи.

### 2023
На юніорському чемпіонаті світу в Анталії, Туреччина, сенсаційно здобув перемоги у вправі на паралельних брусах та у вільних вправах, срібло в багатоборстві та бронзу у вправі на поперечині.

### 2024
Дебютував на дорослому рівні.
З тренером прийняв рішення про спробу здобути олімпійську ліцензію через етапи кубку світу, де сконцентрувався на виконанні двох вправ: на паралельних брусах та поперечині.
В серії кваліфікаційних на літні Олімпійські ігри в Парижі, Франція, етапів кубку світу набравши 71 очко у вправі на паралельних брусах, посів перше місце в рейтингу та здобув особисту олімпійську ліцензію.
На літніх Олімпійських іграх в Парижі, Франція, був наймолодшим спортивним гімнастом. Хоча має статус багатоборця, в кваліфікації виконував лише вправи на паралельних брусах та поперечині, однак кваліфікуватися вдалось лише до фіналу поперечини, де набрав найвищу суму балів (14,533) на приладі разом з японським гімнастом Ока Шинносуке, однак поступився оцінкою за виконання, тому посів друге місце та здобув першу в історії Колумбії нагороду в спортивній гімнастиці - срібло.

## Результати на турнірах
| Рік                | Змагання                          | КБ | ІБ | Вільні вправи | Кінь | Кільця | Опорний стрибок | Паралельні бруси | Перекладина |
| ------------------ | --------------------------------- | -- | -- | ------------- | ---- | ------ | --------------- | ---------------- | ----------- |
| Юніорські змагання |                                   |    |    |               |      |        |                 |                  |             |
| 2022               | Південноамериканські юнацькі ігри | 1  | 1  | 1             | 1    | 1      | 1               | 1                | 1           |
| 2022               | Панамериканський чемпіонат        | 4  | 2  | 2             |      |        | 2               | 3                | 1           |
| 2023               | Юніорський чемпіонат світу        |    | 2  | 1             |      |        |                 | 1                | 3           |
| Дорослі змагання   |                                   |    |    |               |      |        |                 |                  |             |
| 2024               | Кубок світу в Каїрі               |    |    |               |      |        |                 | 8                | 3           |
| 2024               | Кубок світу в Котбусі             |    |    |               |      |        |                 | 4                |             |
| 2024               | Кубок світу в Баку                |    |    |               |      |        |                 | 3                | 3           |
| 2024               | Кубок світу в Досі                |    |    |               |      |        |                 |                  | 4           |
| 2024               | Олімпійські ігри                  |    |    |               |      |        |                 |                  | 2           |